# NGC 6372
NGC 6372 é uma galáxia espiral (S) localizada na direcção da constelação de Hercules. Possui uma declinação de +26° 28' 30.53" e uma ascensão recta de 17 horas, 27 minutos e 31,9 segundos.
A galáxia NGC 6372 foi descoberta em 19 de maio de 1784 por William Herschel.